# Liste der Kulturgüter in Winterthur/Kreis 3
Die Liste der Kulturgüter in Winterthur/Kreis 3 enthält alle Objekte im Kreis 3 (Seen) in Winterthur, die gemäss der Haager Konvention zum Schutz von Kulturgut bei bewaffneten Konflikten, dem Bundesgesetz vom 20. Juni 2014 über den Schutz der Kulturgüter bei bewaffneten Konflikten sowie der Verordnung vom 29. Oktober 2014 über den Schutz der Kulturgüter bei bewaffneten Konflikten unter Schutz stehen.
Objekte der Kategorie A sind im Kreisgebiet nicht ausgewiesen, Objekte der Kategorie B sind vollständig in der Liste enthalten, Objekte der Kategorie C fehlen zurzeit  (Stand: 1. Januar 2022). Unter übrige Baudenkmäler sind weitere geschützte Objekte zu finden, die im Verzeichnis der Objekte von überkommunaler Bedeutung der kantonalen Denkmalpflege zu finden und nicht bereits in der Liste der Kulturgüter enthalten sind.

## Kulturgüter
| Foto |                                                                          | Objekt                                          | Kat. | Typ | Standort                                         | Beschreibung                                                                       |
| ---- | ------------------------------------------------------------------------ | ----------------------------------------------- | ---- | --- | ------------------------------------------------ | ---------------------------------------------------------------------------------- |
| ja   | Datei hochladen · Wikidata zu Kyburgbrücke (Linsentalbrücke) (Q29932799) | Gedeckte Holzbrücke über die Töss KGS-Nr.: 7790 | B    | G   | Linsentalstrasse / Kyburgstrasse 698620 / 257565 | Objekt liegt hälftig auf dem Gemeindegebiet von Illnau-Effretikon (KGS-Nr. 12610). |

## Übrige Baudenkmäler
| ID       | Foto |                                                                                        | Objekt                                                     | Kat.   | Typ | Standort                                  | Beschreibung |
| -------- | ---- | -------------------------------------------------------------------------------------- | ---------------------------------------------------------- | ------ | --- | ----------------------------------------- | ------------ |
| 23400182 |      | Datei hochladen · Wikidata zu Bahnhof Sennhof-Kyburg (Q14553574)                       | Bahnhof Sennhof-Kyburg (Aufnahmegebäude mit Güterschuppen) | B reg. | G   | Tösstalstrasse 377 699650 / 258000        |              |
| 23400203 |      | Datei hochladen · Wikidata zu Wolferhaus (Q123309715)                                  | Wolferhaus                                                 | B reg. | G   | Tösstalstrasse 352 699595 / 258267        |              |
| 23400313 | ja   | Datei hochladen · Wikidata zu Wohnhaus Oberseenerstrasse 111&113 (Q123309721)          | Wohnhaus                                                   | B reg. | G   | Oberseenerstrasse 113 700722 / 259617     |              |
| 23400474 | ja   | Datei hochladen · Wikidata zu Kirche Seen (Q55415627)                                  | Reformierte Kirche Seen                                    | B reg. | G   | Tösstalstrasse 266 699755 / 259800        |              |
| 23400476 | ja   | Datei hochladen · Wikidata zu Ref. Kirchenensemble Seen, Pfarrhaus (Q123309363)        | Reformiertes Pfarrhaus Seen                                | B reg. | G   | Tösstalstrasse 266 699731 / 259894        |              |
| 23400723 | ja   | Datei hochladen · Wikidata zu Transformatorenstation Eidbergstrasse 75.1 (Q123309813)  | Trafostation                                               | B reg. | G   | Eidberg 702101 / 258991                   |              |
| 23400859 |      | Datei hochladen · Wikidata zu Arbeiterwohnhaus der ehem. Spinnerei Bühler (Q123309468) | Arbeiterwohnhaus                                           | B reg. | G   | Linsentalstrasse 33–37 699451 / 258295    |              |
|          | ja   | Datei hochladen · Wikidata zu Bollstrasse 44 (Q123170063)                              | Bollstrasse 44                                             | C      | G   | Bollstrasse 44/46 699603 / 259832         |              |
|          | ja   | Datei hochladen · Wikidata zu Eidbergstrasse 30a (Q123169957)                          | Eidbergstrasse 30a, 30b                                    | C      | G   | Eidbergstrasse 30a, 30b 700877 / 258900   |              |
|          | ja   | Datei hochladen · Wikidata zu Eidbergstrasse 82-84 (Q123169931)                        | Eidbergstrasse 82-84                                       | C      | G   | Eidbergstrasse 82-84 702244 / 258965      |              |
|          | ja   | Datei hochladen · Wikidata zu Speicher (Helmweg 2) (Q123169941)                        | Speicher                                                   | C      | G   | Helmweg 2 700941 / 258841                 |              |
|          | ja   | Datei hochladen · Wikidata zu Hulmenweg 31 (Q123170261)                                | Hulmenweg 31                                               | C      | G   | Hulmenweg 31 702182 / 259099              |              |
|          |      | Datei hochladen · Wikidata zu Hulmenweg 34 (Q123170114)                                | Hulmenweg 34                                               | C      | G   | Hulmenweg 34 702226 / 259128              |              |
|          | ja   | Datei hochladen · Wikidata zu Hinterdorfstrasse 16 (Q123170290)                        | Hinterdorfstrasse 14/16                                    | C      | G   | Hinterdorfstrasse 14/16 699661 / 260223   |              |
|          | ja   | Datei hochladen · Wikidata zu Hinterdorfstrasse 25 (Q123171992)                        | Hinterdorfstrasse 25                                       | C      | G   | Hinterdorfstrasse 25 699679 / 260299      |              |
|          |      | Datei hochladen · Wikidata zu Ibergstrasse 54 (Q123170020)                             | Ibergstrasse 54                                            | C      | G   | Ibergstrasse 54 700914 / 257916           |              |
|          |      | Datei hochladen · Wikidata zu Ibergstrasse 129 (Q123170159)                            | Ibergstrasse 129                                           | C      | G   | Ibergstrasse 129 701481 / 258477          |              |
|          |      | Datei hochladen · Wikidata zu Ibergstrasse 136 (Q123170151)                            | Ibergstrasse 136                                           | C      | G   | Ibergstrasse 136 701528 / 258435          |              |
|          |      | Datei hochladen · Wikidata zu Köhlbergstrasse 8 (Q123170233)                           | Köhlbergstrasse 8                                          | C      | G   | Köhlbergstrasse 8 700763 / 259616         |              |
|          | ja   | Datei hochladen · Wikidata zu Chruslihaus (Q123170196)                                 | Chruslihaus                                                | C      | G   | Landvogt-Waser-Strasse 60 699852 / 260362 |              |
|          |      | Datei hochladen · Wikidata zu Mulchlingerstrasse 45 (Q123170126)                       | Mulchlingerstrasse 45                                      | C      | G   | Mulchlingerstrasse 45 700736 / 257942     |              |
|          | ja   | Datei hochladen · Wikidata zu Oberseenerstrasse 2 (Q123170008)                         | Oberseenerstrasse 2                                        | C      | G   | Oberseenerstrasse 2 699764 / 259912       |              |
|          | ja   | Datei hochladen · Wikidata zu Wohnhaus Oberseenerstrasse 111&113 (Q123309721)          | Oberseenerstrasse 111-113                                  | C      | G   | Oberseenerstrasse 111-113 700721 / 259620 |              |
|          |      | Datei hochladen · Wikidata zu Oberseenerstrasse 112 (Q123170189)                       | Oberseenerstrasse 112                                      | C      | G   | Oberseenerstrasse 112 700682 / 259610     |              |
|          | ja   | Datei hochladen · Wikidata zu Oberseenerstrasse 114 (Q123170130)                       | Oberseenerstrasse 114                                      | C      | G   | Oberseenerstrasse 114 700691 / 259606     |              |
|          | ja   | Datei hochladen                                                                        | Oberseenerstrasse 124-126                                  | C      | G   | Oberseenerstrasse 124-126 700710 / 259545 |              |
|          | ja   | Datei hochladen · Wikidata zu Gasthof Rössli (Q123170190)                              | Gasthof Rössli                                             | C      | G   | Rössligasse 7-11 699687 / 259894          |              |
|          | ja   | Datei hochladen · Wikidata zu Schwerzenbachstrasse 19 (Q123170232)                     | Schwerzenbachstrasse 19                                    | C      | G   | Schwerzenbachstrasse 19 699657 / 260320   |              |
|          | ja   | Datei hochladen · Wikidata zu Freitaghaus (Q123170255)                                 | Freitaghaus                                                | C      | G   | Steinackerweg 2 699436 / 260120           |              |
|          | ja   | Datei hochladen · Wikidata zu Doktorhaus (Q123170153)                                  | Doktorhaus                                                 | C      | G   | Tösstalstrasse 377 699624 / 260080        |              |
|          | ja   | Datei hochladen · Wikidata zu Waldeggstrasse 7a (Q123169928)                           | Waldeggstrasse 7                                           | C      | G   | Waldeggstrasse 7 699590 / 259893          |              |
|          | ja   | Datei hochladen · Wikidata zu Werdstrasse 2-4 (Q123170066)                             | Werdstrasse 2-4                                            | C      | G   | Werdstrasse 2-4 699606 / 260231           |              |
|          | ja   | Datei hochladen                                                                        | Werdstrasse 9-11                                           | C      | G   | Werdstrasse 9-13 699592 / 260261          |              |
|          | ja   | Datei hochladen · Wikidata zu Werdstrasse 10 (Q123170088)                              | Werdstrasse 10                                             | C      | G   | Werdstrasse 10 699565 / 260219            |              |

Legende: Im Wesentlichen siehe Legende der Liste der Kulturgüter von nationaler und regionaler Bedeutung, mit folgenden Ausnahmen:
- Anstelle der KGS-Nummer wird als Objekt-Identifikator (ID) die Inventarnummer im Verzeichnis der Objekte von überkommunaler Bedeutung des kantonalen Denkmalschutzamtes verwendet.
- Bei den Kategorien wird wie folgt unterschieden: B kant. = Objekt von kantonaler Bedeutung (Kanton Zürich); B reg. = Objekt von regionaler Bedeutung (Kanton Zürich).